# Tropidocyathus
Genre
Tropidocyathus est un genre de coraux durs de la famille des Turbinoliidae.

## Liste d'espèces
Le genre Tropidocyathus comprend les espèces suivantes :
| Selon ITIS (23 juillet 2015) : - Tropidocyathus labidus Cairns & Zibrowius, 1997 - Tropidocyathus lessonii (Michelin, 1842) | Selon NCBI (23 juillet 2015) : - Tropidocyathus labidus - Tropidocyathus lessoni - Tropidocyathus pileus |